# Johan Samsonius
Johan Samsonius, född 29 januari 1685 i Gryts församling, Östergötlands län, död 22 maj 1735 i Linköpings församling, Östergötlands län, var en svensk präst och lektor i Linköping.

## Biografi
Samsonius föddes 29 januari 1685 i Gryts församling. Han var son till kyrkoherden Samson Marci och Catharina Haurelius. Samsonius började sina studier i Linköping och blev 1707 student vid Uppsala universitet. Den 18 juni 1719 blev han filosofie magister. Samsonius blev 1723 kollega i Linköping. Han blev 9 april 1724 konrektor. Den 18 december samma år prästvigdes han. Samsonius blev 21 augusti 1728 rektor i Linköping. Den 2 september samma år blev han lektor i historia. Samsonius avled 22 maj 1735 i Linköping och begravdes 30 maj samma år i Linköpings domkyrka.

### Familj
Samsonius gifte sig 1 november 1728 med Anna Catharina Drysenius. Hon var dotter till en lektor i Linköping. Drysenius gifte senare om sig med domprosten Johan Sparschuch i Linköping.